# Nomada dreisbachi
Nomada dreisbachi är en biart som beskrevs av Mitchell 1962. Nomada dreisbachi ingår i släktet gökbin, och familjen långtungebin. Inga underarter finns listade i Catalogue of Life.